# Şahinkaya, Sındırgı
Şahinkaya là một xã thuộc huyện Sındırgı, tỉnh Balıkesir, Thổ Nhĩ Kỳ. Dân số thời điểm năm 2010 là 198 người.